# Civil
Un civil és, per oposició a un militar, una persona que no és membre d'un exèrcit. D'una manera general, el terme civil designa tot allò que es refereix als no-militars en general i als ciutadans en particular. És així com es parla d'aviació civil; de protecció civil, conjunt dels mitjans que apunten a la protecció dels civils en temps de pau com a guerra; d'estat civil, un mode de comprovació dels principals fets relatius a l'estat de les persones (pares, data i lloc de naixement, etc.); de dret civil, un conjunt de lleis que regeixen els drets i deures de cadascun; o fins i tot de guerra civil, una guerra que enfronta els ciutadans d'un mateix país

## Civils en temps de guerra
Atacar deliberadament un civil en temps de guerra és considerat, per la Convenció de Ginebra, com un crim de guerra. Tanmateix, és força corrent que els civils siguin víctimes de guerra, sobretot quan es produeixen bombardeigs. L'argot militar els considera llavors com danys col·laterals. Pot donar-se el cas que els civils prenguin les armes per resistir a una força un estat militar o una força d'ocupació estrangera, es parla llavors de resistència. El poder dominant establert, per la seva part, els considera ben sovint com terroristes.

## Jurisdiccions d'excepció
Encara que els militars no tinguin cap autoritat sobre els civils (és el paper de la policia), algunes jurisdiccions d'excepció (decretades generalment en temps de crisi), poden transferir una part o la integritat del manteniment de l'ordre a l'exèrcit. En el cas de l'Estat Espanyol, la llei orgànica 4/1981, reguladora dels estats d'alarma, excepció i setge no preveu intervencions específiques de les forces armades en els estats d'alarma i d'excepció, per bé que en l'únic cas en què s'ha decretat l'estat d'alarma (la vaga encoberta dels controladors aeris de finals del 2010), si es va produir, i els controladors aeris van quedar sotmesos a la jurisdicció i autoritat militar. En l'estat de setge, d'acord amb el que disposa l'article 33 de la llei reguladora, el govern "designarà l'autoritat militar que, sota la seva direcció, hagi d'executar les mesures que procedeixin en el territori a què l'estat de setge es refereixi".